# استقطاب خطي
الاستقطاب الخطي في الديناميكا الكهربائية الاستقطاب الخطي أو الاستقطاب المحوري للأشعة الكهرومغناطيسية هو منع متجه المجال الكهربائي أومتجه المجال المغناطيسي من العبور على طول اتجاه انتشار الموجة.

## الاستقطاب الخطي رياضيا
الحل الكلاسيكي لـ الموجة الجيبية من معادلة الموجة الكهرومغناطيسية للحقل الكهربائي والمغناطيسي هو
{\displaystyle \mathbf {E} (\mathbf {r} ,t)=\mid \mathbf {E} \mid \mathrm {Re} \left\{|\psi \rangle \exp \left[i\left(kz-\omega t\right)\right]\right\}}
{\displaystyle \mathbf {B} (\mathbf {r} ,t)={\hat {\mathbf {z} }}\times \mathbf {E} (\mathbf {r} ,t)/c}

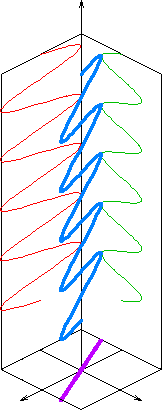

ويكون التردد الزاوي لموجة عندما K هي العددالموجي C سرعة الضوء
{\displaystyle \omega _{}^{}=ck}
ومصفوفة جونز على المحور X والمحور y
{\displaystyle |\psi \rangle \ {\stackrel {\mathrm {def} }{=}}\ {\begin{pmatrix}\psi _{x}\\\psi _{y}\end{pmatrix}}={\begin{pmatrix}\cos \theta \exp \left(i\alpha _{x}\right)\\\sin \theta \exp \left(i\alpha _{y}\right)\end{pmatrix}}}
تكون الموجة مستقطبة خطيا عندما زاوية الطور تعطى بالعلاقة التالية
{\displaystyle \alpha _{x}=\alpha _{y}\ {\stackrel {\mathrm {def} }{=}}\ \alpha }.
يمكن كتابة متجة جون بالصورة التالية للزاوية المستقطبة خطيا θ باتجاه محور X
{\displaystyle |\psi \rangle ={\begin{pmatrix}\cos \theta \\\sin \theta \end{pmatrix}}\exp \left(i\alpha \right)}.

المستوى المتجه على المحور Xأو y هو حالة خاصة للمستويات المتجهه , ويمثل المتجه كالتالي
{\displaystyle |x\rangle \ {\stackrel {\mathrm {def} }{=}}\ {\begin{pmatrix}1\\0\end{pmatrix}}}
و
{\displaystyle |y\rangle \ {\stackrel {\mathrm {def} }{=}}\ {\begin{pmatrix}0\\1\end{pmatrix}}}

بالتالي يمكن كتابة المستويات المستقطبة بالإسناد إلى محور X,y كالتالي
{\displaystyle |\psi \rangle =\cos \theta \exp \left(i\alpha \right)+\sin \theta \exp \left(i\alpha \right)|y\rangle =\psi _{x}|x\rangle +\psi _{y}|y\rangle }.